# Freiwilliges Schutzkorps
Das Freiwillige Schutzkorps war eine Mitte 1933 in Österreich geschaffene bewaffnete Formation, welche die staatliche Exekutive (Polizei, Gendarmerie) bei ihren Aufgaben unterstützen sollte.

## Geschichte
Die Diskussion über die Aufstellung von sog. „Freiwilligen Assistenzkörpern“ begann im Österreichischen Ministerrat am 3. März 1933. Dabei war an die getrennte Aufstellung von Assistenzverbänden für das Bundesheer und eines freiwilligen Schutzkorps für Polizei und Gendarmerie gedacht. Ihre Mitglieder sollten aus den Reihen der „Schutzkorpsverbände“ rekrutiert werden, wobei als zu den „Schutzkorpsverbände“ gezählt wurden: Der Österreichische Heimatschutz, die Ostmärkischen Sturmscharen, die Wehrzüge der Christlich-deutschen Turnerschaft, der Freiheitsbund und die Burgenländischen Landesschützen. Diese Verbände können auch ganze Abteilungen, die sie für den Dienst im freiwilligen Schutzkorps für geeignet hielten, für das Schutzkorps melden. Der Zweck des Schutzkorps war die Unterstützung der Polizei oder Gendarmerie in Fällen, in denen die bestehenden Sicherheitskräfte nicht mehr ausreichen.
In der Verordnung zur „Aufstellung eines freiwilligen Schutzkorps“ als Reserve für die Staatsexekutive vom 7. Juli 1933 regelte, dass die Aufbietung auf Antrag des Bundesministers für das Sicherheitswesen durch die Bundesregierung erfolgt, und die Abteilungen des Schutzkoprs den Sicherheitsdirektoren der einzelnen Bundesländer unterstellt werden, einzelne Abteilungen konnten auch den örtlichen Sicherheitsdienststellen des Bundes zugewiesen und unterstellt werden.
Im September 1933 wurden aufgebotene Schutzkorpsabteilungen per Gesetzesnovelle zum Waffengebrauch ermächtigt. Waffen werden nur im Falle einer tatsächlichen Aufbietung ausgegeben. Für diesen Fall war auch eine Bezahlung vorgesehen: 2,00 Schilling Taggeld und 1,50 Schilling Verpflegungszuschuss.
Es waren im Wesentlichen finanzielle Gründe, welche zur Aufstellung dieser Assistenzkörper führten; eine reguläre Aufstockung des Bundesheeres, die aufgrund des Vertrages von St. Germain auf 30.000 Soldaten möglich gewesen wäre, oder der Exekutive konnte der Staat ökonomisch nicht verkraften. Die Westmächte Frankreich, Großbritannien und Italien stimmten der Bildung dieser Hilfstruppen zu. Die Verordnung für die Aufstellung des freiwilligen Schutzkorps war zuerst bis zum 31. Dezember 1933 befristet, wurde aber dann bis Ende 1934 verlängert.
Den Höchststand erreichte das Schutzkorps während der Februarkämpfe 1934 mit mehr als 42.000 Mann. Am 11. Juni 1934 wurden an den Orten, in denen es zu Terroranschlägen gekommen war, sog. Ortswehren aufgestellt. Diese hatten die Aufgabe der Überwachung von für die Allgemeinheit wichtigen Objekten, wie Bahnen, Wasserleitungen, Gas- und elektrische Leitungen, Post- und Telegraphenanlagen. Ortsschutzmänner konnten Personen, die bei der Begehung von Straftaten ertappt wurden, festnehmen und mussten diese umgehend zur nächsten Gendarmeriedienststelle bringen. Aus der Perspektive eines einfachen Schutzkorpsmann stellte sich dies viel pragmatischer dar, wie aus folgender Schilderung hervorgeht:

„Zufällig las ich in der 'Tagespost' ein Inserat, womit Männer für eine Art Hilfspolizei zur Bewachung von Brücken und anderen wichtigen Objekten gesucht wurden. Denn es gab gar viele Sprengstoffanschläge, meist von Nationalsozialisten, um das Land in eine steigende Unruhe zu versetzen. Irgendeine Parteipolitik interessierte mich damals wenig. Ich meldete mich und wurde ins 'Schutzkorps' aufgenommen. Einige Wochen erhielten wir in der Schloßkaserne in Linz Waffenausbildung, dann gings in die Südbahnhofhalle, wo etwa 100 Männer untergebracht waren. Dort erfolgte die Einteilung der Wachmannschaften für die zu schützenden Objekte. Wir erhielten 3 Schilling pro Tag, ohne Verpflegung. Eine Halbe Bier kostete damals 50 g, eine Semmel 7-8, die billigste Flirt Zigarette 1 und die 'Sport' 3 Groschen.“

Nach Einführung der ständischen Verfassung am 1. Mai 1934 und der Schaffung der Vaterländischen Front wurde die Einbindung aller Wehrverbände zur Unterstützung des Bundesheeres und der Exekutive angestrebt, wobei vor allem die Heimwehrführer schrittweise entmachtet wurden. Durch eine Verordnung im Juni 1935 wurden Wehrverbände, die nicht zu Schutzkorpsverbänden erklärt worden sind, aufgelöst. Innerhalb der Vaterländischen Front wurde im Mai 1936 eine uniformierte und nach militärischem Muster ausgerichtete Formation, die sogenannte Frontmiliz gebildet. Diese sollte im Bedarfsfall für die Unterstützung des Bundesheeres und der Exekutive aufgeboten werden. Schutzkorpsmänner konnten durch freiwillige Meldung in die Frontmiliz der Vaterländischen Front übernommen werden.
Als eine Folge des Deutsch-Österreichischen Verständigungsabkommens vom 11. Juli 1936 wurde beschlossen, dass Schutzkorpsangehörige nicht mehr für Aufgaben der Sicherheitsbehörden verwendet werden durften und bis 25. September 1936 außer Dienst zu stellen sind. Durch das „Bundesgesetz zur Auflösung der freiwilligen Wehrverbände“ wurden ab 15. Oktober 1936 auch die verbleibenden Wehrverbände liquidiert und nur mehr die Frontmiliz konnte militärische Verbände führen. Dabei sollten die arbeitslosen abgerüsteten Schutzkorpsangehörige bevorzugt bei öffentlichen Arbeiten oder in staatlichen Betrieben berücksichtigt werden und auch private Betriebe mit mindestens 20 Mitarbeitern mussten eine gewisse Anzahl ehemaliger Schutzkorpsangehöriger einstellen.